# チミチャンガ
チミチャンガ（chimichanga）は、アメリカ合衆国南西部やメキシコのシナロア州とソノラ州で人気のある、揚げたブリトーである。小麦粉のトルティーヤを使い様々な具材を包む料理で、最も一般的なチミチャンガは米、チーズ、マチャカ（牛か豚の乾燥肉）、アドバーダ（マリネ）または細切りにした鶏肉を長方形に包んだものである。トルティーヤはしっかりと揚げて、サルサ、ワカモレ、サワークリーム、チーズ等を添える。

## 起源
チミチャンガの起源については、多くの説が見られ、はっきりとしたことはわかっていない。
ある説によれば、アリゾナ州ツーソンのレストラン”El Charro”の創業者であるモニカ・フリンが1922年にペイストリーを揚げ油の中に偶然落としたのが起源だと言われている。彼女はすぐに”chi...”で始まるスペイン語の罵り言葉（chingada）を発しようとしたが、その代わりにスペイン語で名無しを意味するchimichangaと叫んだ。
Macayo's Mexican Kitchenの創業者であるウッディー・ジョンソンは、彼が1946年に当時のレストランWoody's El Nidoで実験としてブリトーを油で揚げ、チミチャンガを発明したと主張している。これらの揚げブリトーは、Woody's El NicoがMacayo'sになった1952年までに人気になり、チミチャンガはこのレストランのメインのメニューの1つとなった。ジョンソンはMacayo'sを1952年にオープンした。
この料理が最初に現れたのがいつかを示す公式な記録はないが、アリゾナ大学の民俗学者ジム・グリフィスは、ツーソンにあったヤキ族のPascua村で1950年代中盤にチミチャンガを見たと述懐している。
主にメキシコで作られる派生料理のチビチャンガを、主にノガーレスからアリゾナ州を通じ、アメリカ合衆国への移民が持ち込んだとも言われている。3つ目で恐らく最もあり得る説は、チミチャンガまたはチビチャンガは、アリゾナ州のピメリア・アルタで長い間、地元の食文化の一部であり、南進してシナロア州に達したというものである。シナロア州のチミチャンガは小さい。
この料理は、ツーソン地域から外側にゆっくり広がり、その人気はここ数十年で一気に加速した。チミチャンガは現在ではテクス・メクス料理の一部として見られるが、アメリカ合衆国におけるルーツは、アリゾナ州のピマ郡だと考えられている。
アメリカ合衆国農務省のデータによると、典型的な183 g（6.5オンス）の牛乳とチーズのチミチャンガは443キロカロリーで、20 gのタンパク質、39 gの炭水化物、23 gの脂質、うち11 g飽和脂質、51 mgのコレステロール、957 mgのナトリウムを含む。